# ناحیه اسکس، میشیگان
ناحیه اسکس (به انگلیسی: Essex Township) یک منطقهٔ مسکونی در ایالات متحده آمریکا است که در شهرستان کلینتون، میشیگان واقع شده‌است.
 ناحیه اسکس ۹۲٫۲۰ کیلومتر مربع مساحت و ۱٬۹۱۰ نفر جمعیت دارد و ۲۱۵ متر بالاتر از سطح دریا واقع شده‌است.